# 英岗岭矿务局
英岗岭矿务局是位于江西省高安市建山镇的大型国有煤炭生产企业。隶属于江西省煤炭集团公司。有专用线八建铁路接入浙赣铁路。
英岗岭是建山镇英岭村的原名。

## 历史
- 1969年成立英岗岭矿务局，为煤炭工业部直属统配煤矿。
- 2007年10月，局机关搬迁到新余市区，改称江西新余矿业有限责任公司。隶属于江西安源股份有限公司。
- 2008年10月改制为英岗岭煤矿，辖桥二分矿、东村分矿、伍家分矿。[2]
- 2012年1月，江西新余矿业有限责任公司升为江西省煤炭集团公司直属一类企业。